# إكا روا
إكا روا (بالإنجليزية: lka - Roa)‏ طريق اللبن، العجلة البراقة لربة الليل بو Po معنى الكلمة «السمكة الطويلة التي منحت الولادة لكل النجوم». كانت إيكا روا ذات أهمية حيوية للبحارة كمنارة هادية لهم في الليل. وقد عرفت أيضا باسم مانغاروا Mangaroa أي “الجدول الطويل” أو “نهر الطحين”، وباسم مانغو روا -إ- أتا Mango - Roa - l – Ata عند شعب الماوري. وتروي أسطورة كيف جمع تاني Tane مجموعة من النجوم الصغيرة معا في قارب الكانو، ثم وضعها في السماء. كما أشير إلى إيكا روا باعتبارها أم النجوم الأخرى لرب السماء.